# Secamone pulchra
Secamone pulchra är en oleanderväxtart. Secamone pulchra ingår i släktet Secamone och familjen oleanderväxter.

## Underarter
Arten delas in i följande underarter:
- S. p. latifolia
- S. p. pulchra